# Into It. Over It.
Into It. Over It. è una one man band proveniente da Chicago formata dal cantante e musicista Evan Thomas Weiss nel 2007.

## Discografia

### Album in studio
- 2011 – Proper
- 2013 – Intersections
- 2016 – Standards

### Raccolte
- 2009 – 52 Weeks
- 2010 – Twelve Towns

### EP
- 2013 – Life is Suffering

### Split
- 2010 – Empire! Empire! (I Was a Lonely Estate)/Into It. Over It
- 2010 – Bob Nanna and Lauren Lo/ Into It. Over It.
- 2010 – Everyone Everywhere/Into It. Over It.
- 2010 – Into It. Over It./Pswingset
- 2010 – Snack Town (con Castevet)
- 2010 – IIOI/KOJI (con Koji)
- 2011 – Into It. Over It./Such Gold
- 2012 – Scott & Aubrey Wedding 7-inch (con The Forecast, The Swellers e Bomb the Music Industry!)
- 2012 – Fest 11 Split (con Misser, State Lines e You Blew It!)
- 2013 – Into It. Over It./The Great Albatross

## Formazione dal vivo

### Attuale
- Evan Weiss – voce, chitarra elettrica, chitarra acustica
- Josh Parks – chitarra elettrica (2013-presente)
- Tim Mortensen – basso (2013-presente)
- Josh Sparks – batteria (2013-presente)

### Ex componenti
- Matt Jordan – chitarra elettrica (2012-2013)
- Owen Mallon – basso (2012–2013)
- Nick Wakim – batteria (2012-2013)